# Moggio
Moggio is een gemeente in de Italiaanse provincie Lecco (regio Lombardije) en telt 508 inwoners (31-12-2004). De oppervlakte bedraagt 13,4 km², de bevolkingsdichtheid is 37 inwoners per km².

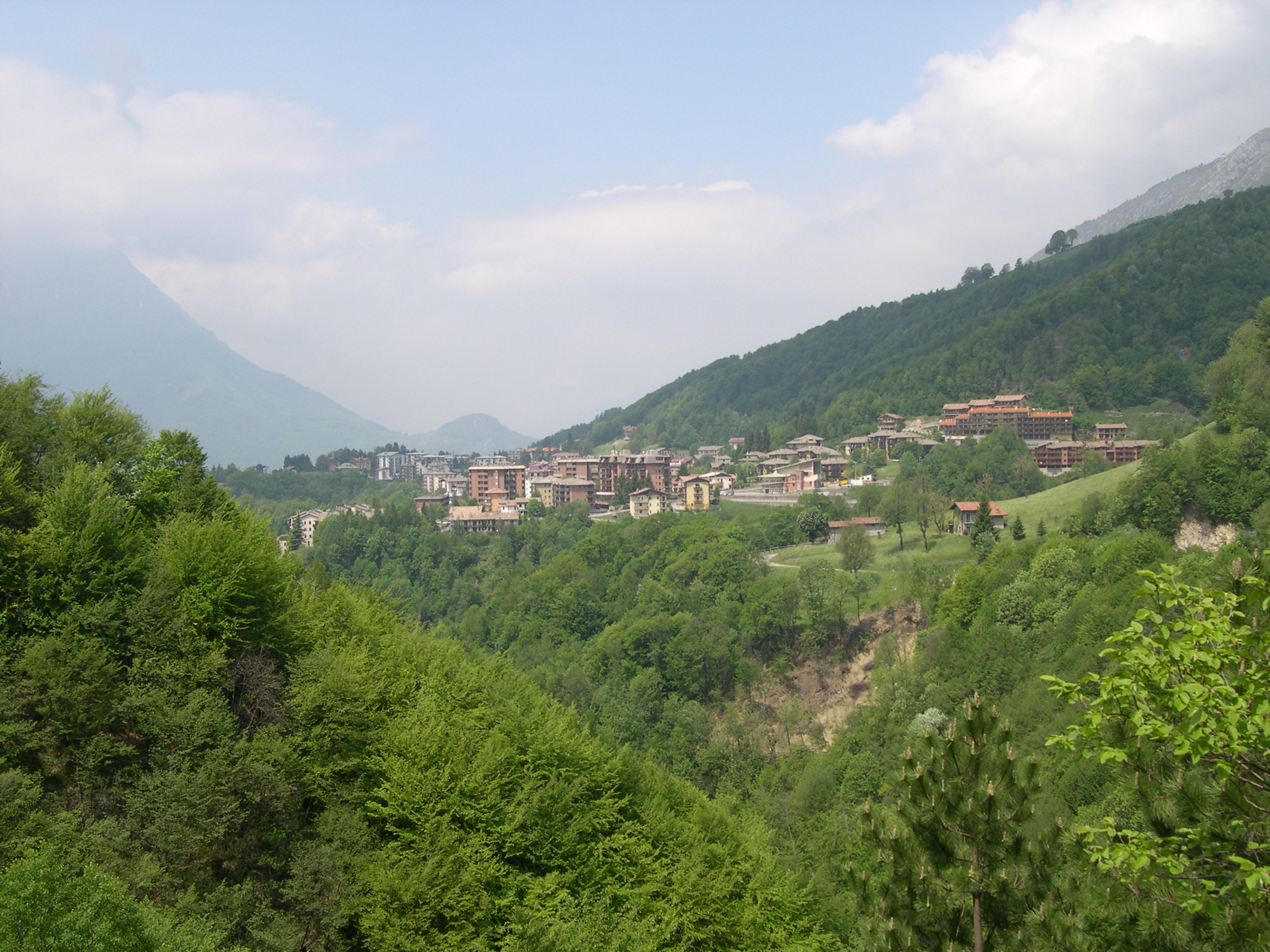
Uitzicht

## Demografie
Moggio telt ongeveer 247 huishoudens. Het aantal inwoners steeg in de periode 1991-2001 met 12,8% volgens cijfers uit de tienjaarlijkse volkstellingen van ISTAT.
| Jaar | Inwoneraantal |
| ---- | ------------- |
| 1991 | 431           |
| 2001 | 486           |

## Geografie
De gemeente ligt op ongeveer 890 m boven zeeniveau.
Moggio grenst aan de volgende gemeenten: Barzio, Cassina Valsassina, Morterone, Taleggio (BG), Vedeseta (BG).